# Johannes Baasner
Johannes Baasner (Berlijn, 1 mei 1965) is een Duits acteur.
Baasner heeft een aantal rollen op de Duitse televisie gespeeld, maar is voornamelijk bekend door zijn rol als dokter Frank Ullrich in Gute Zeiten, Schlechte Zeiten. De laatste jaren houdt hij zich vooral bezig met het inspreken van films. In Duitsland doet hij onder andere de stem van Ben Affleck en Owen Wilson. In het hoorspel Mystic Knights of Tir na Nog doet hij de stem van Angus.

## Filmografie

### Als synchroonspreker
Ben Affleck
- 1995: Mallrats, rol: Shannon Hamilton
- 1998: Phantoms, rol: Bryce Hammond
- 1998: Shakespeare in Love, rol: Ned Alleyn
- 1999: Eine Nacht in New York, rol: Barkeeper
- 1999: Dogma, rol: Bartleby
- 2000: Risiko – Der schnellste Weg zum Reichtum, rol: Jim Young
- 2000: Wild Christmas, rol: Rudy Duncan
- 2001: Jay und Silent Bob schlagen zurück, rol: Holden McNeil
- 2002: Hilfe, ich habe ein Date!, rol: Michael
- 2003: Liebe mit Risiko – Gigli, rol: Larry Gigli

#### Films
- 2003: Voor Marc Blucas in Flight Girls, rol: Tommy Boulay
- 2003: Voor Mark Wahlberg in The Italian Job – Jagd auf Millionen, rol: Charlie Croker
- 2004: Voor Owen Wilson in Meine Frau, ihre Schwiegereltern und ich, rol: Kevin Rawley
- 2005: Voor Bradley Darryl Wong in Mulan 2, rol: Hauptmann Li Shang
- 2008: Voor David Duchovny in Akte X – Jenseits der Wahrheit, rol: Agent Fox Mulder
- 2009: Voor Rob Riggle in Hangover, rol: Officer Franklin
- 2010: Voor Jason MacDonald in So spielt das Leben, rol: Cousin
- 2011: Voor Danny Pino in Auf brennender Erde, rol: Santiago
- 2011: Voor Jason Isaacs in Atemlos – Gefährliche Wahrheit, rol: Kevin Harper
- 2012: Voor John Michael Higgins in Pitch Perfect, rol: John
- 2012: Voor Jimmy Kimmel in Project X, rol: Jimmy Kimmel
- 2013: Voor Joe Taslim in Fast & Furious 6, rol: Jah
- 2013: Voor Gary Weeks in Voll abgezockt, rol: Prominence–Sicherheitswache
- 2013: Voor Josh Holloway in Battle of the Year, rol: Jason Blake
- 2013: Voor Anthony Lemke in White House Down, rol: Captain Hutton
- 2014: Voor Frank Grillo in The Return of the First Avenger, rol: Brock Rumlow / Crossbones
- 2015: Voor Rob Riggle in Let’s be Cops – Die Party Bullen, rol: Segars
- 2015: Voor John Michael Higgins in Pitch Perfect 2, rol: John
- 2016: Voor Frank Grillo in The First Avenger: Civil War, rol: Brock Rumlow / Crossbones
- 2018: Voor Patrick Wilson in Aquaman, rol: Orm
- 2018: Schicksalhafte Weihnachten, rol: Bill Krueger
- 2019: Voor Frank Grillo in Avengers: Endgame, rol: Brock Rumlow / Crossbones
- 2019: Voor Cliff Curtis in Doctor Sleeps Erwachen, rol: Billy Freeman
- 2020: Voor Nat Faxon in 3 Engel für Charlie, rol: Peter Fleming
- 2020: Voor Ioan Gruffudd in Code Ava – Trained To Kill, rol: Peter Hamilton
- 2022: Voor Anson Mount in Doctor Strange in the Multiverse of Madness, rol: Black Bolt

#### Series
- 2002–2009: Voor Eric Close in Without a Trace – Spurlos verschwunden, rol: Martin Fitzgerald
- 2003: Voor Nathan Fillion in Buffy – Im Bann der Dämonen, rol: Caleb
- 2003–2004: Voor Chris Eigeman in Gilmore Girls, rol: Jason 'Digger' Stiles
- 2004–2010: Voor Josh Holloway in Lost, rol: James 'Sawyer' Ford
- 2005: Voor Steven Eckholdt in Desperate Housewives, rol: Officer Rick Thompson
- 2005–2006: Voor Frank Grillo in Prison Break, rol: Nick Savrinn (19 afleveringen)
- 2005–2007, 2014: Voor Isaiah Washington in Grey’s Anatomy, rol: Dr. Preston Burke
- 2009: Voor Steven Weber in Desperate Housewives, rol: Lloyd
- 2010–2017: Voor Josh Hopkins in Cougar Town, rol: Grayson Ellis
- 2012: Voor Christopher Goodman in Desperate Housewives, rol: Bill
- 2012–2023: Voor Erik Palladino in Navy CIS: L.A., rol: Vostanik Sabatino
- 2013: Voor Michael Reilly Burke in Vampire Diaries, rol: Pastor Young
- 2014: Voor Mark Deklin in Devious Maids – Schmutzige Geheimnisse, rol: Nicholas Deering
- 2014–2019: Voor Isaiah Washington in The 100, rol: (Thelonious) Jaha
- 2014: Voor Yūichi Nakamura in Tokyo Ghoul, rol: Renji Yomo
- 2014–2015: Voor Will Arnett in The Millers, rol: Nathan Miller
- 2017: Voor Rick Yune in Prison Break, rol: Ja
- 2017: Voor Anson Mount in Marvel’s Inhumans, rol: Black Bolt
- 2017–2022: Voor Grant Show in Der Denver-Clan, rol: Blake Carrington
- 2019: Voor Akio Ootsuka in Vinland Saga (Animeserie), rol: Thorkell
- 2021: Voor Neal McDonough in What If…?, rol: Timothy 'Dum Dum' Dugan
- 2021, 2023: Voor Frank Grillo in What If…?, rol: Brock Rumlow

#### Videospelen
- 2007: Command & Conquer 3: Tiberium Wars als Nod Leutnant Ajay
- 2010: Alter Ego als Timothy Moor
- 2014: Wolfenstein: The New Order als BJ Blazkowicz
- 2014: Assassin’s Creed Unity als Pierre Bellec
- 2015: Wolfenstein: The Old Blood als BJ Blazkowicz
- 2016: Tom Clancy’s The Division als Paul Rhodes
- 2017: Mittelerde: Schatten des Krieges als Zog der Ewige
- 2017: Wolfenstein II: The New Colossus als BJ Blazkowicz
- 2018: Far Cry 5 als Joseph Seed
- 2018: Assassin’s Creed Odyssey als Leonidas
- 2019: Far Cry New Dawn als Joseph Seed
- 2019: Wolfenstein: Youngblood als BJ Blazkowicz
- 2020: Cyberpunk 2077 als River Ward
- 2021: F1 2021 als Casper Akkerman

### Als acteur
- 1987: Otto – Der neue Film
- 1992–1993: Gute Zeiten, schlechte Zeiten, als Frank Ullrich
- 1993: Durchreise – Die Geschichte einer Firma (zesdelige televisiefilm)
- 1994: Der Havelkaiser
- 1996: Praxis Bülowbogen: Zurück zu den Wurzeln
- 1998: Alarm für Cobra 11 – Die Autobahnpolizei

## Hoorspelen (selectie)
- 2015: Monster 1983, Lübbe Audio/Audible als freak (Alan de Nova)
- 2020 (Audible): Star Wars – Die Dunkle Bedrohung. Het originele hoorspel naar de bioscoopfilm (Star Wars: Episode I – Die dunkle Bedrohung) als Captain Panaka

- Gemeinsame Normdatei: 1061883442
- International Standard Name Identifier: 0000 0001 3317 1197
- MusicBrainz: ac4f39f4-a533-489e-a9c8-ea1b50ebf99d
- Virtual International Authority File: 171007003
- WorldCat: E39PBJdcwkKYddMBxT6VKQBdcP